# عدنان محمد الوزان
عدنان محمد الوَزَّان بروفيسور سعودي حصل على بكالوريوس اللغة الانجليزية وآدابها من جامعة الملك عبد العزيز سنة 1394هـ الموافقة لسنة 1974م، كما حصل على درجة الدكتوراه في الفلسفة في الأدب المقارن من جامعة إدنبرة في بريطانيا سنة 1401هـ الموافقة لسنة 1981م، كما نال الزمالة لما بعد الدكتوراه في نفس الجامعة سنة 1411هـ الموافقة لسنة 1991م. حصل على جائزة الملك فيصل العالمية في الدراسات الإسلامية سنة 1433هـ الموافقة لسنة 2012م.

توفي يوم الجمعة بتاريخ 6 ديسمبر 2024